# ان‌جی‌سی ۷۰۷۰ای
ان‌جی‌سی ۷۰۷۰ای (انگلیسی: NGC 7070A) یک کهکشان عدسی شکل است که در فاصله ۱۰۰ میلیون سال نوری از زمین در صورت فلکی درنا قرار دارد.